# Niels Meijer
Niels Josephus Meijer (Santpoort, 24 novembre 1980) è un ex cestista olandese.

## Palmarès
- Campionato olandese: 3

Amsterdam: 2000-01, 2001-02, 2004-05
- Coppa d'Olanda: 2

Amsterdam: 2004, 2006